# Радонич (Шибеник)
Радонич (хорв. Radonić) — населений пункт у Хорватії, в Шибеницько-Книнській жупанії у складі міста Шибеник.

## Населення
Населення за даними перепису 2011 року становило 79 осіб.
Динаміка чисельності населення поселення:

## Клімат
Середня річна температура становить 13,91 °C, середня максимальна – 28,95 °C, а середня мінімальна – -0,67 °C. Середня річна кількість опадів – 802 мм.
| Клімат поселення                              | Клімат поселення | Клімат поселення | Клімат поселення | Клімат поселення | Клімат поселення | Клімат поселення | Клімат поселення | Клімат поселення | Клімат поселення | Клімат поселення | Клімат поселення | Клімат поселення | Клімат поселення |
| Показник                                      | Січ.             | Лют.             | Бер.             | Квіт.            | Трав.            | Черв.            | Лип.             | Серп.            | Вер.             | Жовт.            | Лист.            | Груд.            |                  |
| Середній максимум, °C                         | 9,60             | 10,58            | 13,80            | 17,37            | 22,53            | 26,48            | 28,95            | 28,82            | 24,16            | 19,29            | 13,88            | 10,60            |                  |
| Середня температура, °C                       | 4,48             | 5,45             | 8,68             | 12,22            | 17,40            | 21,36            | 24,24            | 24,12            | 19,42            | 14,58            | 9,16             | 5,89             |                  |
| Середній мінімум, °C                          | −0,67            | 0,31             | 3,53             | 7,10             | 12,27            | 16,22            | 19,52            | 19,39            | 14,72            | 9,85             | 4,44             | 1,17             |                  |
| Норма опадів, мм                              | 70               | 61               | 67               | 71               | 57               | 56               | 33               | 47               | 74               | 84               | 99               | 83               |                  |
| Середньомісячна швидкість вітру, м/с          | 2.39             | 2.60             | 2.76             | 2.68             | 2.37             | 2.13             | 2.15             | 2.01             | 2.18             | 2.26             | 2.70             | 2.64             |                  |
| Середньомісячна сонячна радіація, кДж/м²·день | 5389             | 8153             | 11755            | 16398            | 20357            | 22820            | 24454            | 21362            | 16094            | 10376            | 5804             | 4584             |                  |
| --------------------------------------------- | ---------------- | ---------------- | ---------------- | ---------------- | ---------------- | ---------------- | ---------------- | ---------------- | ---------------- | ---------------- | ---------------- | ---------------- | ---------------- |
| Джерело:                                      |                  |                  |                  |                  |                  |                  |                  |                  |                  |                  |                  |                  |                  |